# Madiga Sacko
Madiga Sacko is een gemeente (commune) in de regio Kayes in Mali. De gemeente telt 13.900 inwoners (2009).
De gemeente bestaat uit de volgende plaatsen:
- Bagamabougou
- Guédéguilé
- Madiga Sacko
- Souranguédou